# Аджидада
Аджидада (кум. Мусакай-отар) — село в Кумторкалинском районе Дагестана. Образует муниципальное образование село Аджидада со статусом сельского поселения как единственный населённый пункт в его составе.

## Географическое положение
Расположено в 50 км к северо-западу от города Махачкала, на Шамхал-Янгиюртовском канале, а также в 20 км. от города Кизилюрт к северо-востоку. Климат умеренно-континентальный, средняя температура января — 15 градусов, июня 25-30 градусов. Почва болотно-луговые, преимущественно с злаковой растительностью. Типичные полупустыни пойменными лесами местного значения. С юга примыкает болотно-урочище "Бакас", где расположен Присулакский заказник с реликтовыми животными.

## Население
| 1926  | 1939  | 1970  | 1989  | 2002  | 2010  | 2012  |
| ----- | ----- | ----- | ----- | ----- | ----- | ----- |
| 155   | ↗351  | ↗850  | ↗1250 | ↗1632 | ↗1645 | ↘1629 |
| 2013  | 2014  | 2015  | 2016  | 2017  | 2018  | 2019  |
| ↘1625 | ↗1632 | ↘1596 | ↗1600 | ↘1593 | ↗1598 | ↘1582 |
| 2020  | 2021  | 2023  | 2024  | 2025  |       |       |
| ↘1571 | ↘1352 | ↘1328 | ↘1316 | ↗1327 |       |       |

По данным 2010 года : Кумыки — 52 %, Аварцы — 48 % на 2010 год.
Национальный состав
По данным Всероссийской переписи населения 2021 года:	
| №        | Национальность | Численность, чел. | Доля    |
| -------- | -------------- | ----------------- | ------- |
| 1        | кумыки         | 834               | 61,68 % |
| 2        | аварцы         | 502               | 37,13%  |
| 2.000001 | не указавшие   | 2                 | 0,14 %  |
| 2.000002 | прочие         | 14                | 1,03 %  |
| 2.000003 | всего          | 1 352             | 100 %   |

## Образование
Аджидадинская СОШ